# 蓬源镇
蓬源镇，是中华人民共和国湖南省衡陽市衡东县下辖的一个乡镇级行政单位。

## 行政区划
蓬源镇下辖以下地区：
蓬源社区、横路村、东山村、金龙村、盆金村、新芙村、潭江村、汀塘村、新江村、虎哮村、东方村、龙虎村、青山村、青峰村、罗木村、池塘村、文家村、大阁村、石咀村、塘碧村、广塘村、石枧村、翠家村、双林村、茶亭村、泉湖村、强兴村、下屋村和云集村。